# Joannes Henri François
Joannes Henri François, roepnaam Henri, (Dordrecht, 8 juli 1884 – Den Haag, 7 december 1948) was een Nederlandse schrijver en homo-activist. 
François was een zoon van de directeur van het Dordtse gas- en waterbedrijf. Na een deprimerende HBS-tijd in Den Haag vond hij troost in de Rein Levenbeweging, die zich inzette voor geheelonthouding en reinheid op seksueel gebied. Op negentienjarige leeftijd woonde hij de lezing Ongekend leed bij van L.S.A.M. von Römer, waar hij 'als een herboren mensch' van thuiskwam, omdat hij zich eindelijk realiseerde dat hij homoseksueel was, en dat er duizenden anderen waren zoals hij, die door liefde geluk konden verwerven, net zoals ieder ander.

## Nederlands-Indië
Korte tijd later vertrok hij naar Semarang in Nederlands-Indië om een ambtenarencarrière te beginnen. Hij ging van Indonesië houden, en ook van zijn bevolking. Hij had een open oog voor de onrechtvaardigheid van de verhoudingen tussen de heersende Nederlanders, de Indo's en de inheemse bevolking. Terug in Den Haag in 1908 begon hij bellettrie te schrijven. Haast al zijn fictie, zes romans en negen korte verhalen, is doortrokken van idealisme en het streven naar een rechtvaardige maatschappij. François was een pacifist en vegetariër en streed voor gelijke rechten van homoseksuelen en Indo's.
In 1909 ontmoette hij de jonge schrijver M.J.J. Exler, die hem het manuscript toonde van zijn boek Levensleed, een roman die soms iets weg heeft van een lezing over homoseksualiteit en dan ook (in 1911) verschenen is met een inleiding van de Duitse seksuoloog en homo-emancipator Magnus Hirschfeld. François recenseerde Levensleed gunstig in het literaire tijdschrift Den Gulden Winckel, en als gevolg daarvan werd hij benaderd door Jacob Schorer, die zojuist de Nederlandse tak van Hirschfelds Wissenschaftlich-humanitäre Komitee opgericht had, de eerste Nederlandse organisatie die zich met homoseksualiteit bezighield. Vanaf dat moment tot aan de opheffing van het Nederlandsch Wetenschappelijk Humanitair Komitee (NWHK) in 1940 bleef hij Schorers naaste medewerker. Op diens verzoek recenseerde hij ook de Bücher der namenlosen Liebe van Sagitta, het pseudoniem van de Duitse dichter John Henry Mackay. Later stond hij toe dat zijn eigen naam en adres gebruikt werden om Sagitta's werk te bestellen, toen dat verboden was in Duitsland.
In de jaren vóór de Eerste Wereldoorlog hield hij zich sterk bezig met de ontluikende strijd voor een zelfstandig Indonesië; hij trad toe tot de kring van Tjipto Mangoenkoesoemo en Ernest Douwes Dekker. François' belangrijkste werken verschenen in de periode 1914-1922. In 1914 werd zijn omvangrijke roman Waar de gamelan klinkt gepubliceerd, waarin de wereld van het mondaine Den Haag en de wereld van Nederlands-Indië tegenover elkaar geplaatst worden, en de figuur van de Indische Nederlander geschetst wordt die tussen de Hollanders en Nederlandsch-Indië in zit.

## Open Brief
In 1916 publiceerde hij op verzoek van Schorer de Open Brief aan hen die anders zijn dan de anderen. Door een hunner, een werk dat bedoeld was om vooral ook jongere homoseksuelen te troosten en te steunen. De Open Brief werd nog tot diep in de jaren dertig verspreid door het Komitee van Schorer. Het is de allereerste Nederlandse uiting van gay pride (avant la lettre). François' eerste roman met een homoseksueel thema was Anders, gepubliceerd in 1918 onder het pseudoniem Charley van Heezen. Het boek heeft een zekere didactische opzet, en loopt goed af, wat voor een boek uit die jaren met een homothema zeer ongewoon was. Vier jaar later verscheen onder hetzelfde pseudoniem Het Masker, eveneens een zeer herkenbaar kernwoord voor de homoseksuelen van die periode. Deze twee boeken worden met het eerdergenoemde Levensleed beschouwd als de 'homo-tendensromans' die het beeld van de vooroorlogse homoseksueel moesten vormen. Maar Het Masker is meer dan dat; het boek geeft een huiveringwekkende sfeertekening van de benepenheid van de Nederlandse samenleving en de impact van het zogenaamde 'Haagse Zedenschandaal' van 1920.
In 1921 keerde François terug naar Indonesië, waar hij tot 1935 werkzaam bleef bij het departement van Onderwijs en Eredienst. In 1936 maakte hij een reis naar India, waar hij met Nehru en Gandhi over mogelijke zelfstandigheid van Nederlands-Indië en Java sprak. In 1939, nog steeds in samenwerking met Schorer, schreef hij een brochure Wat de Indische zedenmisdrijven ons te zeggen hebben over het homoschandaal van 1938-1939 in Nederlands-Indië, waarbij honderden mannen betrokken waren. En op 10 mei 1940 assisteerde hij Schorer samen met Han Stijkel bij de vernietiging van het omvangrijke archief van het NWHK.
Over hoe François de oorlogsjaren doorkwam is weinig bekend; alleen dat hij persoonlijke moed vertoonde door bij de brand van Kleykamp in 1944 mensen uit het brandende gebouw te redden. In zijn in 1947 uitgeven brochure 37 jaar Indonesische vrĳheidsbeweging legde hij nog eens uit in een dat de Nederlanders de bloedige vrijheidsstrijd geheel aan hun eigen beleid te danken hadden. Ook verschenen er enkele vertalingen van zijn hand, waaronder een biografie van Nehru. François was ook betrokken bij de allereerste ontwikkelingen rond de totstandkoming van wat later het COC zou worden. Hij behoorde tot degenen die de eerste vergadering van de Lezerskring 'Ons Leven'  bezochten op 14 januari 1940, en schreef ook in het in 1940 en van 1946-1948 verschijnende homotijdschrift Levensrecht.

## Boeken van François
- Een kind van dezen tijd (roman, 1912)
- Waar de gamelan klinkt (roman, 1914)
- Open brief aan hen die anders zijn dan de anderen (brochure, 1916)
- Als stuurlooze schepen (roman, 1918)
- Anders (onder pseudoniem Charley van Heezen, 1918)
- Het Masker (onder pseudoniem Charley van Heezen, 1922; voor het grootste deel herdrukt, met een inleiding door Paul Snijders, in Gay 2004, almanak voor homoseksuele mannen. Amsterdam 2004)
- De dienstweigeringswet, haar toepassing en gevolgen (brochure, 1938)
- Wat de Indonesische zedenmisdrijven ons te zeggen hebben (onder pseudoniem B.Tj. de Jongh, Amsterdam 1939)
- Anup Singh: Pandit Nehroe. India's eerste vicepresident (vertaling, 1940)
- 37 jaar Indonesische vrĳheidsbeweging (brochure, 1946)
- Dienstweigering (brochure, 1946)
- Indonesische kleurschakeeringen (roman, 1946)